# Woldemar Bier
Ernst Woldemar Bier (* 25. Juni 1840 in Schandau; † 7. Januar 1906 in Dresden) war ein deutscher Turnlehrer und -funktionär. Er war Direktor der Königlich Sächsischen Turnlehrerbildungsanstalt in Dresden.

## Leben und Werk
Er war der Sohn von Ernst Friedrich Wilhelm Bier und dessen Ehefrau Emilie Ernestine Alberti. Nach dem Schulabschluss ging Bier nach Österreich-Ungarn und wurde 1871 Turnlehrer und städtischen Turninspektor am k. k. Staatsgymnasium und an der k. k. Lehrerbildungsanstalt in Salzburg. Dort machte er sich u. a. um die Förderung des Feuerlöschwesens verdient und trat dem Salzburger Turnverein bei, dessen Ehrenmitglied er 1874 bei seiner Rückkehr nach Sachsen wurde. In der Residenzstadt Dresden wurde er Oberturnlehrer am Königlichen Gymnasium zu Dresden-Neustadt, bevor 1881 als Nachfolger von Moritz Kloß seine Ernennung zum Direktor der Königlich Sächsischen Turnlehrerbildungsanstalt erfolgte. Max Fickenwirth (1868–1938) war sein Assistent.
1876 erfolgte seine Berufung zum Kreisvertreter des XIV. Turnkreises der Deutschen Turnerschaft. Gleichzeitig wurde er in den reichsweiten Ausschuss der Deutschen Turnerschaft gewählt. In diesen beiden Funktionen gab er u. a. die Zeitschrift Turner aus Sachsen heraus.
1905 ging Bier unter gleichzeitiger Beförderung zum Professor in Pension und starb bereits im darauffolgenden Jahr. Er wurde auf dem Inneren Neustädter Friedhof in Dresden beigesetzt.
Er heiratete 1867 in Dresden Sidonie geborene Roder. Ihre gemeinsame Tochter Martha (1877–1963) war mit dem Dresdner Kunstmaler und Heraldiker Carl Albin Böhmert (1869–1946) verheiratet.

## Schriften (Auswahl)
- (mit Lorenz Held): Sachsen. (Aufruf zur Beteiligung an der Wettinfeier). In: Jahrbücher der deutschen Turnkunst 35 (1889), S. 239 f.

## Ehrungen
- 1885 Ritterkreuz II. Klasse des Königlich Sächsischen Albrechts-Ordens
- 1900 Ritterkreuz I. Klasse des Königlich Sächsischen Albrechts-Ordens
- 1900 Ritterkreuz des Großherzoglich Mecklenburgischen Greifenordens
- 1905 Ernennung zum Professor